# GrpE
GrpE（Gro-P like protein E）は、細菌にみられるヌクレオチド交換因子であり、タンパク質のフォールディング装置の調節や熱ショック応答に重要な役割を果たす。熱誘導性タンパク質の1つであり、ストレス時にフォールディングしていないタンパク質が細胞質に蓄積することを防ぐ。フォールディングしていないタンパク質の細胞質への蓄積は、細胞死の原因となる。

## 発見
GrpEはヌクレオチド交換因子であり、大腸菌に感染して宿主の複製装置を乗っ取るウイルスであるλファージが、伝播の際に必要とする宿主タンパク質として1977年に発見された。大腸菌の特定の遺伝子をノックアウトし、λファージの複製が可能であるかを調べる遺伝的スクリーニングから、GrpEが伝播に重要であることは明らかにされた。以降、GrpEはDnaKやDnaJが存在する全ての細菌や古細菌で同定されている。
GrpEの結晶構造は1997年に2.8 Åの分解能で決定され、タンパク質のフォールディングに関与する熱ショックタンパク質DnaKに結合する二量体であることが明らかにされた。GrpEの構造決定により、DnaKのヌクレオチド結合ドメインとヌクレオチド交換因子との相互作用が明らかとなった。

## 構造

### 機能ドメイン
GrpEは次の3つの領域に分けられる。
- N末端のディスオーダー領域: N末端ドメインのアミノ酸1–33番は、DnaKのsubstrate binding cleft（基質が結合する溝）への結合をめぐって基質と競合する[9]。34–39番は高度にディスオーダーしているための結晶構造でも可視化されていない[2]。
- αヘリカル領域: 各単量体には長いヘリックスと短いヘリックスが存在し、二量体の形成によってこれらのヘリックスは4ヘリックスバンドルを形成する。各単量体の長いヘリックスどうしの間では7-11-7-11の間隔で疎水性残基が相互作用しているため超らせん構造は形成されず、2つの長いヘリックスはほぼ平行に並んでいる[3]。ヘリックスバンドル部分はDnaKのドメインIIBに結合する。また、これらのヘリックスは熱センサーとしても機能する[10][11]。
- C末端のβシート: ヘリックスバンドルからは2つのコンパクトなβシートがアームのように突出している。DnaKに近い位置にあるβシートはnucleotide binding cleft（ATPが結合する溝）へ挿入されてATPと直接競合し、ドメインIIBのコンフォメーション変化を引き起こしてADPの放出を引き起こす[12]。遠い位置にあるβシートはDnaKとは相互作用しない[2][3]。

### 結合によるDnaKのコンフォメーション変化
GrpEのβシートが結合することで、DnaKのドメインIIBはnucleotide binding cleftが外側へ14°回転し、ヌクレオチドのアデニンやリボース環部分に結合する3つの側鎖の相互作用が破壊される。このコンフォメーション変化によって、DnaKは閉じたコンフォメーションから開いたコンフォメーションに変化し、nucleotide binding cleftからADPが放出される。

## 機能

### ヌクレオチド交換因子
ヌクレオチド交換因子は、ADPの放出を触媒してATPの結合を促進するタンパク質である。DnaKは結合したATPからリン酸基を1つ除去することで反応を駆動するためのエネルギーを得る。このリン酸基の除去に伴って、ATPはADPへ変換される。GrpEは、このDnaKに結合したADPの放出を引き起こすヌクレオチド交換因子である。開いたコンフォメーションのDnaKはATPを低い親和性で結合し、この状態ではフォールディングしていないタンパク質の交換が迅速に生じる。DnaKのコシャペロンの1つであるDnaJによってフォールディンしていないタンパク質がDnaKへもたらされると、ATPはADPへ加水分解され、タンパク質のフォールディングが促進される。この時点では、DnaK-ADP複合体は安定なコンフォメーションであり、DnaKがコンフォメーション変化を起こしてN末端のATPアーゼドメインからADPを、そしてsubstrate binding cleftから基質を放出するためにはGrpEを必要とする。ADPが放出されることでDnaKは再びATPを結合し、DnaKによるフォールディングサイクルが継続される。

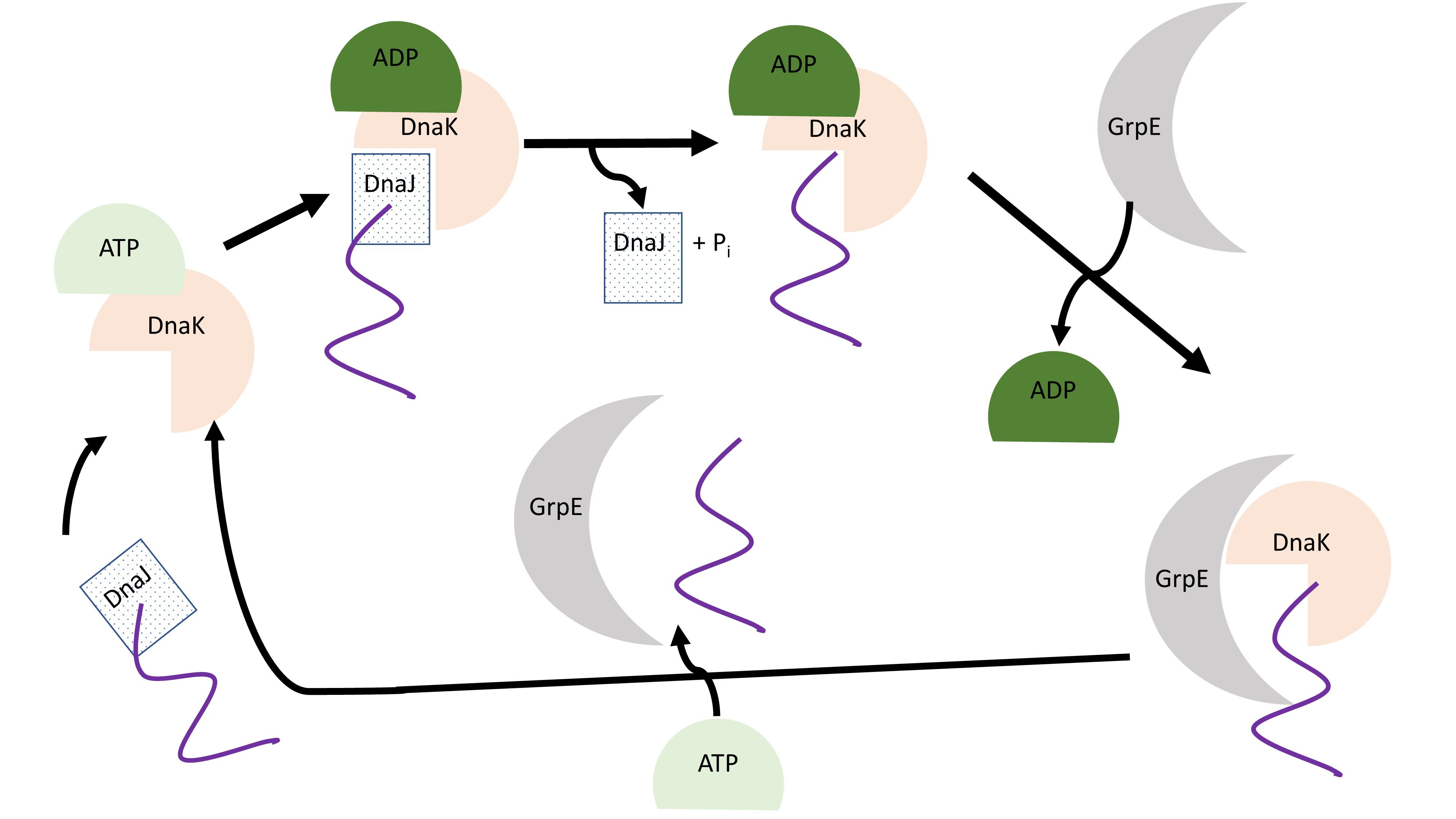
コシャペロンDnaJはフォールディングしていないタンパク質をDnaKのsubstrate binding cleftにもたらしてATPを加水分解し、そしてDnaJと無機リン酸が放出される。その後、GrpEがDnaKのnucleotide binding cleftと相互作用し、コンフォメーション変化を誘導してADPと基質の放出をもたらす。

#### 速度論
DnaKのnucleotide binding cleftとGrpEとの相互作用は、解離定数が1 nM（transient kineticsによる測定）から30 nM（SPRによる測定）と強い。こうした低い解離定数は、GrpEがDnaKに容易に結合することを意味している。DnaK•ADPへのGrpEの結合は、DnaKのADPに対する親和性を200倍低下させ、ヌクレオチド放出速度を5000倍加速する。この過程によって、DnaKによるクライアントのフォールディングが促進される。

### タンパク質のフォールディング
GrpEはDnaKからの基質放出にも重要な役割を果たしている。N末端ディスオーダー領域は、基質のsubstrate binding cleftへの結合に競合する。N末端ディスオーダー領域を持たない変異型GrpEでは、DnaKのnucleotide binding cleftに結合してコンフォメーション変化を誘導することはできるものの、基質の放出は行われない。

### 熱センサー
GrpEはDnaKに対するヌクレオチド交換因子であり、その活性は温度上昇とともにダウンレギュレーションされる。αヘリックスの不可逆的なアンフォールディングは35°Cから始まり、融解温度Tmは50°Cである。このアンフォールディングはGrpEの構造的完全性に影響を及ぼし、nucleotide binding cleftへの結合を妨げる。この現象は、熱ストレス時の基質循環とその後のATP消費を制限する重要な生理的役割を担っている。DnaKに対する熱調節はタンパク質のフォールディングをゆるやかにし、高温時に細胞質にフォールディングしていないタンパク質が蓄積することを防ぐ役割を果たしている。

### λファージの複製
最初に特定されたGrpEの機能は、λファージの複製における役割である。変異によって非機能的となったGrpEはin vivoでλファージの複製を妨げ、in vitroでも複製を大きく低下させる。DnaKを過剰発現することで、GrpEが存在しない場合でもλファージの複製は回復する。λファージの複製過程では、GrpEは複製起点において重要な役割を果たしている。DnaBやその他の複製因子が組み立てられた後、GrpEはDnaKとの相互作用を介してDNAの二方向的な巻き戻しを促進する。

## 調節

### 転写
古細菌のゲノムでは、GrpEをコードする遺伝子の下流にDnaKをコードする遺伝子が位置し、さらにその下流にDnaJをコードする遺伝子が位置している。これら3つの遺伝子のうち、GrpEをコードする遺伝子のプロモーター領域にのみ、完全なTATAボックスと上流の熱応答性結合部位が存在する。このことは、古細菌ではこれら3つの遺伝子が一度に転写されていることを示唆している。
大腸菌では、GrpEの転写はRNAポリメラーゼの熱ショック特異的サブユニットであるσ32の結合によって調節されている。生理的条件下では、σ32はDnaKやDnaJとの相互作用による不活性化、そしてその後のプロテアーゼによる分解によって低濃度に維持されている。しかしながら、熱ショック時にはこれらのタンパク質はσ32を分解標的とすることができなくなり、σ32は熱ショック遺伝子のプロモーター領域に結合して迅速な誘導をもたらす。

## その他の生物

### 真核生物のホモログ
出芽酵母Saccharomyces cerevisiaeでは、Mge1と呼ばれるGrpEのホモログがミトコンドリアに存在する。Mge1はミトコンドリア膜を越えるタンパク質の輸送やフォールディングに重要なヌクレオチド交換因子であり、DnaKの酵母ホモログと相互作用する。Mge1はGrpEと類似した熱センサーとしての機能も備えている。ヒトにおいても、GRPEL1と呼ばれるGrpE様タンパク質がミトコンドリアに存在する。
真核生物の細胞質基質にはGrpEのホモログは存在しないが、BAGファミリーのメンバー、特にBAG1がHsp70（DnaKに相当する因子）に対する主なヌクレオチド交換因子として機能している。真核生物の熱ショックタンパク質と相互作用する他のヌクレオチド交換因子には、Sse1、Sil1、Hip、HspBP1などがある。こうした真核生物型ヌクレオチド交換因子は全て熱誘導性であり、GrpEと同様に対応する熱ショックタンパク質のnucleotide binding cleftと相互作用し、フォールディングしていないタンパク質の凝集から細胞を保護する役割を果たしている。ヌクレオチド交換因子がnucleotide binding cleftに結合し、開いたコンフォメーションへのシフトを引き起こすという機構は、原核生物と真核生物の間で保存されている。

### 植物のホモログ
植物では、CGE1、CGE2というGrpEのホモログが葉緑体に存在する。CGE1には2つのスプライシングアイソフォームが存在し、CGE1aと比較してCGE1bにはN末端付近に2アミノ酸分の挿入が存在する。このN末端ドメインは熱ショックタンパク質の基質と競合することで、基質放出に重要な役割を果たしている。植物のこれらのヌクレオチド交換因子は葉緑体のDnaKホモログであるcpHsc70と直接相互作用し、また熱誘導性であるが、フォールディングしていないタンパク質の蓄積から細胞を保護する効果は43°Cの条件下ではGrpEと比較して弱い。

## 疾患における役割

### 細菌の病原性
エンテロコッカス属の細菌は、ヒトを含む動物の消化管に一般的にみられる。これらの細菌はバイオフィルムを形成し、表面に接着して細菌の層を形成することができる。エンテロコッカス属のバイオフィルムは病院やその他外科処置を行うさまざまな現場に広く存在しており、カテーテル関連感染症の25%、根尖性歯周炎がみられる根管充填を行った歯の50%で検出され、その他の創傷部位からも単離される。Enterococcus faecilisやEnterococcus faeciumのゲノムにはGrpEがコードされており、病院などで一般的に使用されているポリスチレンチューブなどプラスチックポリマーへのバイオフィルムの接着に重要な役割を果たしている。
A群溶血性レンサ球菌（Group A Streptococcus pyogenes）は、レンサ球菌咽頭炎や伝染性膿痂疹など一般的な感染症の原因となる細菌であるが、命に関わる感染症の原因となる場合もある。感染時には、GrpEは咽頭上皮細胞への細菌の接着を補助する。ストレプトコッカス属のGrpEは唾液中のプロリンリッチプロテインに結合し、宿主への細菌の接着を可能にしている。